# Divadlo U Valšů
Divadlo U Valšů se nachází v rekonstruovaném domě v ulici Karoliny Světlé v Praze 1. Dům byl pojmenován PORTUS, což v českém překladu z latiny znamená přístav. Divadlo totiž provozuje občanské sdružení Život 90, které se kromě jiného zabývá poskytováním služeb a pomoci seniorům. Divadlo vzniklo v roce 2004 díky úsilí manželů Jana a Blanky Lormanových. Ředitelem je Jan Lorman.
Pro divadlo slouží multifunkční sál s kapacitou 100 míst. Programovou náplní jsou zejména komedie, na programu jsou také pravidelné benefice nebo koncerty a recitály českých umělců. V Divadle U Valšů pravidelně hostují vybrané komorní inscenace agentur Harlekýn, UA PIEROT či Komorní opera.

## Účinkující
Na scéně divadla je nebo bylo možné vidět tyto umělce:
- Iva Hüttnerová
- Michaela Dolinová
- David Suchařípa
- Jan Čenský
- Miloš Mejzlík
- Libor Hruška
- Jarmila Švehlová
- Daniel Bambas
- Filip Tomsa
- Lenka Zahradnická
- Malvína Pachlová
- Pavel Batěk
- Jaroslav Satoranský
- Jana Pidrmanová
- Kristýna Podzimková
- Blanka Lormanová
- Zdeněk Košata
- Jan Miller
- Kateřina Burianová
- Johanna Tesařová
- Milan Stehlík
- Petr Pelzer
- Květa Fialová
- Lubomír Lipský
- Naďa Konvalinková
- Čestmír Gebouský
- Luba Skořepová
- Jaromíra Mílová
- Petra Dolanská

## Inscenace
Divadlo má na repertoáru následující inscenace:
- Manželské štěstí aneb hospodyně na zabití
- Hodný pan doktor
- Past
- Kvartet
- Manžel pro Opalu
- Milostná tajemství
- Kontrola nemocného
- Příběh Coco Chanel
- Mam´zelle Nitouche